# Deilus fugax
Deilus fugax är en skalbaggsart som först beskrevs av Olivier 1790.  Deilus fugax ingår i släktet Deilus och familjen långhorningar.
Artens utbredningsområde är:
- Luxemburg.
- Corsica.
- Frankrike.
- Kazakstan.
- Portugal.
- Ukraina.

Inga underarter finns listade i Catalogue of Life.

## Bildgalleri

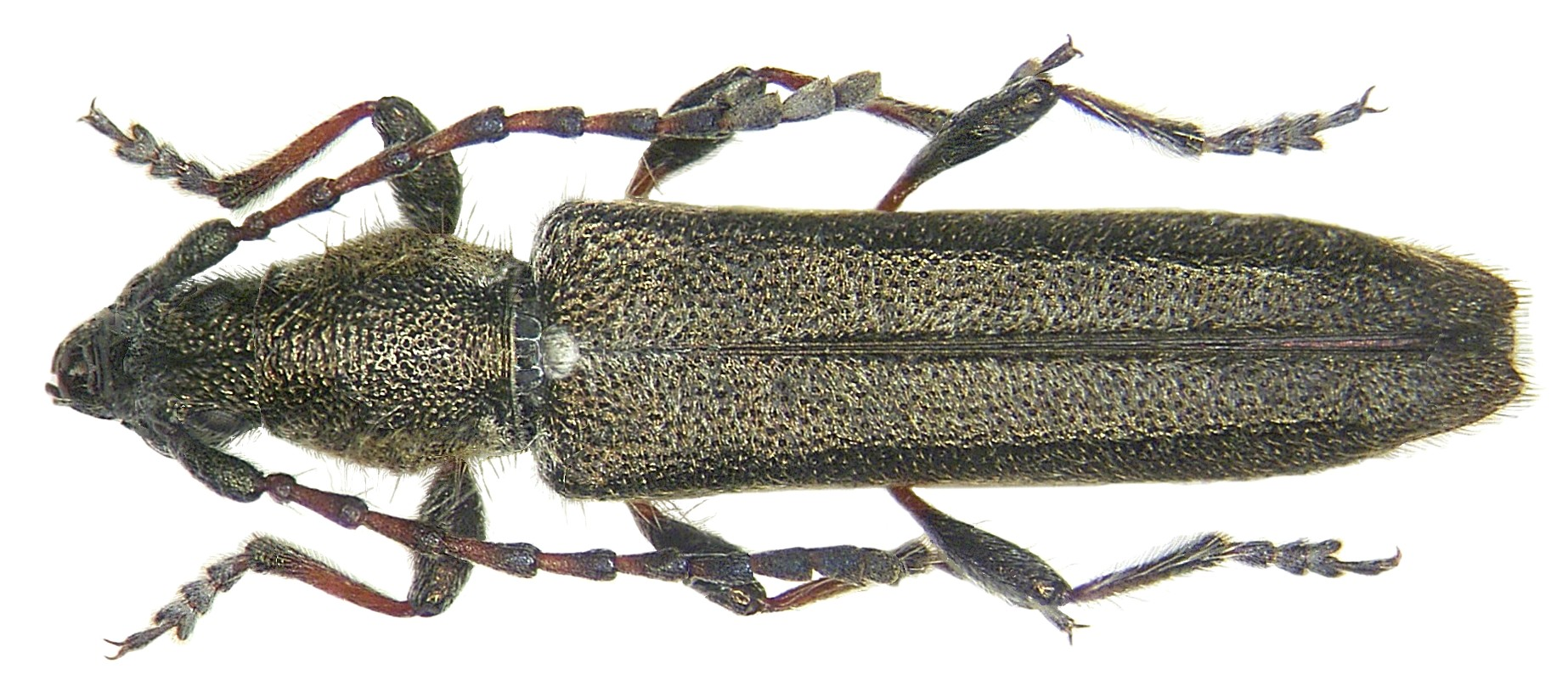
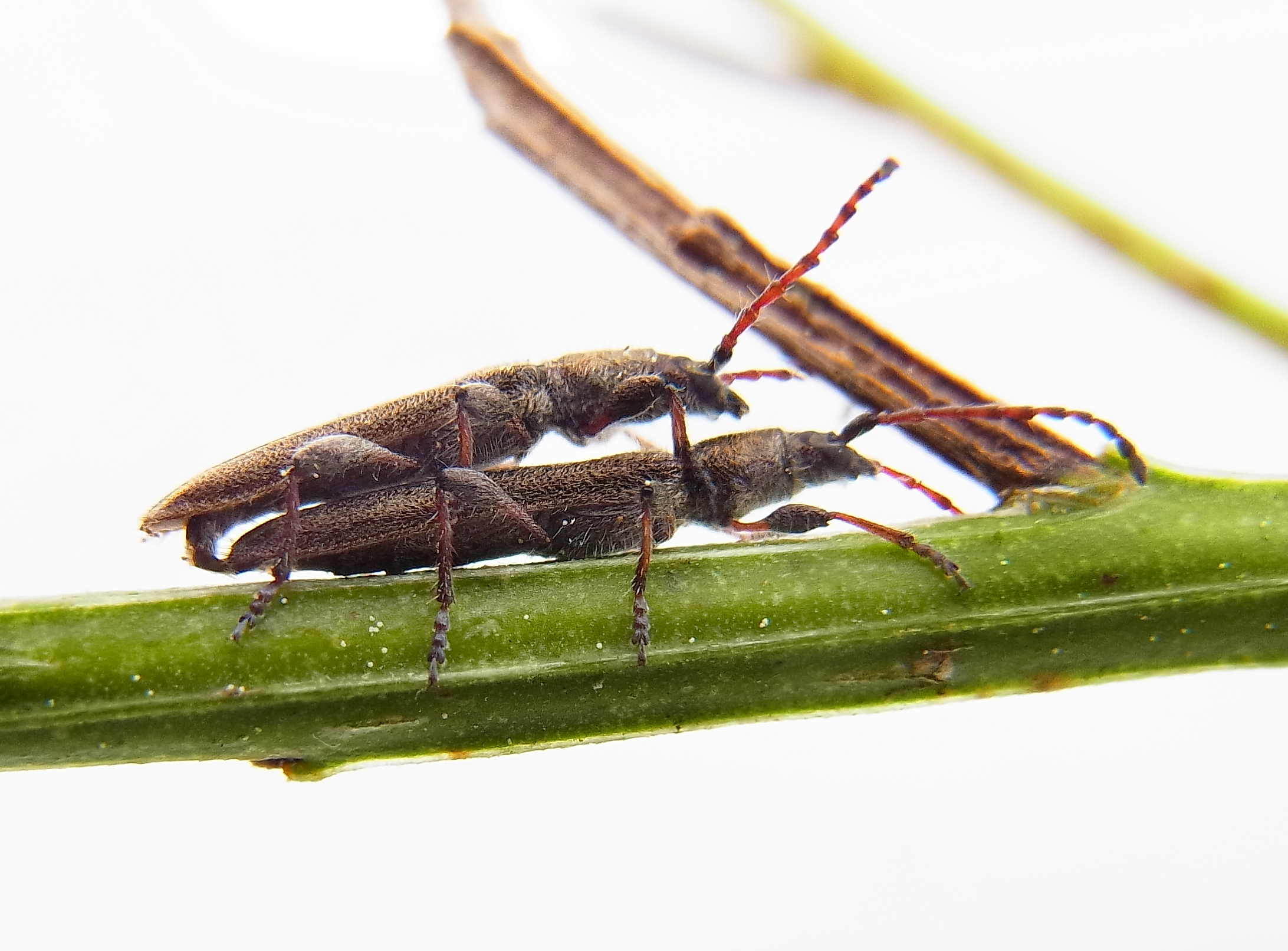
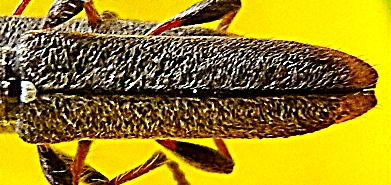
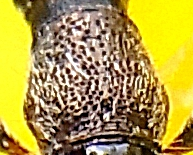
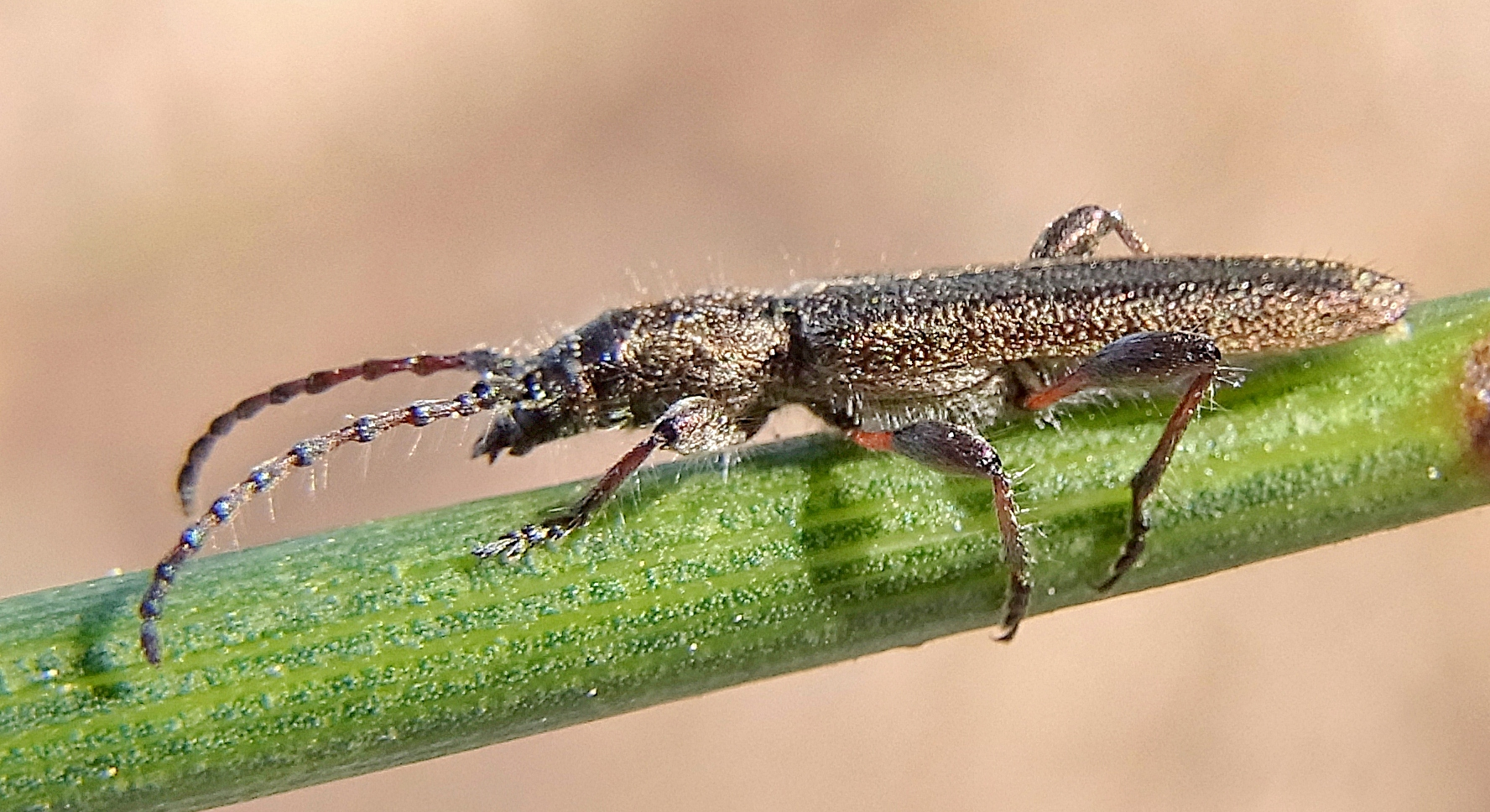